# Le Pâté et la Tarte
Le Pâté et la Tarte (titre original : La farce nouvelle du pâté et de la tarte) est une pièce de théâtre (du type farce) composée vers la fin du Moyen Âge (XVe siècle) par un auteur inconnu. Le texte est composé de 294 vers.
La farce met en scène quatre personnages dénommés : les deux coquins, le pâtissier (paticier) et la femme.

## Argument
Le pâtissier, qui part en ville, dit à sa femme qu'il lui enverra un messager qu'elle reconnaîtra grâce à un signal convenu, et à qui elle devra remettre un pâté d'anguille.
Les deux coquins ont tout entendu et l'un d'entre eux, se faisant passer pour le messager grâce au signal qu'il a retenu, réussit à récupérer le pâté et le mange en compagnie de son complice. À son retour, le pâtissier pense que sa femme a mangé le pâté et se met à la battre.
Le second coquin décide alors d'aller récupérer une tarte chez le pâtissier, mais naïvement il utilise le même signal que précédemment. Le pâtissier n'est bien sûr pas dupe et se met à bastonner le coquin en exigeant qu'il lui ramène son complice. Le coquin obéit et l'autre  se retrouve puni à son tour.

## Les aspects comiques
Le Pâté et la Tarte reprend les ressorts comiques classiques de la farce :
- Le fait que le « trompeur » se fasse finalement tromper à son tour, ainsi les deux coquins qui se croyaient les plus malins se font finalement prendre.
- Un autre aspect comique réside dans le comique de répétition. Par exemple la formule Qu'avez-vous fait de mon pâsté ? que le pâtissier utilise de manière répétitive, tout d'abord envers sa femme, puis envers le coquin. Cette formule répétitive n'est d'ailleurs pas sans rappeler le célèbre Mais que diable allait-il faire dans cette galère ? des Fourberies de Scapin de Molière.

## Personnages
- Le pâtissier : à l'époque le pâtissier est celui qui prépare des pâtés, qu'ils soient sucrés (tartes) ou salés (comme le pâté d'anguille de la farce)
- La femme du pâtissier
- Les deux coquins

## Éditions
- Texte imprimé par Nicolas Chrestien vers 1550.
- Le Pasté et la tarte.

## Adaptations
- La pièce est reprise par les Nabis en 1892 sous la forme de marionnettes[2].  Le programme était illustré par Paul Ranson et le décor était réalisé par Édouard Vuillard. Les marionnettes étaient modelées par Maurice Denis qui dessina également les costumes confectionnés par France Ranson, la femme de Paul, et Marie Vuillard, la sœur d'Édouard.